# Aldo Simoncini
Aldo Junior Simoncini (* 30. August 1986 in San Marino) ist ein Fußballtorhüter aus San Marino.

## Verein
Simoncini begann seine Karriere 2004 beim FC Modena, kam dort jedoch nicht zum Zug und wechselte nach nur einer Saison zum AC Rimini. Auch diesen verließ er wiederum nach einem Jahr und unterschrieb einen Vertrag bei seinem Heimatverein San Marino Calcio. 2009 stand dann der nächste Wechsel nach Italien zur AC Bellaria Igea Marina an. Nach 2 Jahren und 44 Ligaspielen wurde er dann vom Serie-A-Club AC Cesena verpflichtet, bei diesem er die Nummer 86 trug. Er war allerdings nur zweiter Torwart hinter Francesco Antonioli. 2012 wechselte er dann in seine Heimat zurück zum AC Libertas. 2018 schloss Simoncini sich dem Ligakonkurrenten SP Tre Fiori an.

## Nationalmannschaft
Er ist Torwart der aktuellen san-marinesischen Nationalmannschaft. Er bestritt bisher 60 Länderspiele.

### Besondere Spiele
Er spielte das EM-2008-Qualifikationsmatch gegen Deutschland. Trotz einer ungewöhnlichen Trainingsmethode (in der Vorbereitung schoss sein Torwarttrainer mit Tennisbällen auf ihn, um ihn an die schnellen Schüsse der Deutschen zu gewöhnen) kassierte er 13 Gegentore und war somit an der höchsten Niederlage des Zwergstaates beteiligt.
Dazu muss erwähnt werden, dass Simoncini Ende 2005 Opfer eines schweren Verkehrsunfalls wurde, der mit mehreren Knochenbrüchen einherging. Zeitweise lag der junge Fußballer sogar im Koma und es war nicht sicher, ob er jemals wieder spielen können würde. Trotz aller Widrigkeiten kämpfte sich der damals 19-Jährige zurück, konnte aber erst zwei Monate vor dem Hinspiel gegen Deutschland das Training wieder aufnehmen.
Er war ebenfalls am 1:2 gegen Irland beteiligt, in dem San Marino erst in der 94. Minute – San Marino hatte in der 90. durch Manuel Marani zum 1:1 ausgeglichen – den entscheidenden Gegentreffer hinnehmen musste.
Am 2. Juni 2007 spielte er wiederum gegen Deutschland. Deutschland gewann zwar mit 6:0, schoss das erste Tor jedoch erst in der 45. Minute, da Simoncini in der ersten Halbzeit mehr als zehn Großchancen vereitelte.
Außerdem war Simoncini Teil der Mannschaft, die am 15. November 2014 ein 0:0-Unentschieden gegen Estland erreichte. Dies war der erste Punktgewinn in einem Pflichtspiel seit dem 25. April 2001.

## Privates
Hauptberuflich ist Aldo Simoncini Student. Sein Zwillingsbruder Davide Simoncini ist ebenfalls san-marinesischer Fußballnationalspieler und bestritt bisher 45 Länderspiele. Am 11. Oktober 2016 unterlief Davide bei der 1:4-Niederlage gegen Norwegen, bei dem Aldo im Tor San Marinos stand, ein Eigentor zur 1:0-Führung der Norweger.